# Puya mucronata
Puya mucronata là một loài thực vật có hoa trong họ Bromeliaceae. Loài này được Manzan. mô tả khoa học đầu tiên năm 2004.